# Urgentni centar (američka TV serija, 8. sezona)
Osma sezona serije Urgentni centar je emitovana od 27. septembra 2001. do 16. maja 2002. godine na kanalu NBC i broji 22 epizode.

## Opis
Šeri Stringfild se vratila u glavnu postavu u epizodi "Nikad ne reci nikad" nakon koje je Erik Paladino napustio seriju. Majkl Mišel i Erik La Sejl su napustili glavnu postavu nakon epizode "Biću kući za Božić", ali su se vraćali u epizodi "Na plaži" odnosno epizodama "Sve ti je u glavi" i "Na plaži". Šarif Atkins, koji se pojavljivao epizodno od epizode "Ako treba da padnem zbog milosti" do epizode "Gde ćeš?" i od epizode "Preko poravka" do epizode "Šteta je načinjena", unapređen je u glavnu postavu u epizodi "Sve ti je u glavi". Entoni Edvards je napustio glavnu postavu na kraju sezone.

## Uloge

### Glavni
- Entoni Edvards kao dr Mark Grin
- Noa Vajl kao Džon Karter
- Lora Ins kao Keri Viver
- Aleks Kingston kao Elizabet Kordej
- Pol Mekrejn kao Robert Romano
- Goran Višnjić kao Luka Kovač
- Mora Tirni kao Ebigejl Lokhart
- Šeri Stringfild kao Suzan Luis (epizode 4-22)
- Majkl Mišel kao Kleo Finč (epizode 1-10, 21)
- Erik Paladino kao Dejvid Maluči (epizode 1-4)
- Ming-Na kao Džing-Mej Čen
- Šarif Atkins kao Majkl Galant (epizode 15-22)
- Erik La Sejl kao dr Piter Benton (epizode 1-10, 15, 21)

### Epizodni
- Šarif Atkins kao Majkl Galant (epizode 7-9, 11-13)
- Meki Fajfer kao Gregori Prat (epizode 18-20, 22)

## Epizode
| Br. u seriji | Br. u sezoni | Naslov                                 | Reditelj             | Scenarista                       | Premijerno emitovanje |
| --- | ------------ | -------------------------------------- | -------------------- | -------------------------------- | --------------------- |
| 158 | 1            | Četiri ugla                            | Kristofer Misijano   | Džek Orman i Dejvid Zabel        | 27. septembar 2001    |
| Grin krije svoju ulogu u smrti ubice, Karter sahranjuje voljene i mora da se suoči sa svojim ljutim roditeljima koji su članovi višeg društva, a Viverova se vraća na posao plašeći se da ne dobije otkaz. U međuvremenu, Kleo počinje da pati od nuspojava njenog lečenja od HIV-a, Benton razgovara sa svojom ožalošćenom sestrom, a urgentni centar ima prima bolesnike nakon što je svađa kulminirala na jednom tok šouu i nakon što je tragično završila jedna osoba iz tok šoua. |              |                                        |                      |                                  |                       |
| 159 | 2            | Što duže ostaneš                       | Džonatan Kaplan      | Džek Orman                       | 4. oktobar 2001       |
| Kružni tok u urgentnom centru ostavlja Karteru koji nije na dužnosti negu jednog bolesnika kog su Čenova i Maluči lečili, ali se to pretvara u fatalnu grešku kad bolesnik umre. Benton dobija tragične vesti o Karli i mora da kaže Risu. Kovač i Ebi se svađaju što dovodi do raskida. Grin i Kordejeva iskušavaju izazove zaposlenih roditelja koji imaju bebu. U međuvremenu, čovek iz prošlosti Viverove stiže sa tragom o njenoj rođenoj majci, ali zahteva 400 dolara za podatak dok Karter razgovara sa Viverovom o mogućem mestu glavnog lekara.                                                                              |              |                                        |                      |                                  |                       |
| 160 | 3            | Krv, šećer, seks, čarolija             | Ričard Torp          | R. Skot Džemil i Elizabet Hanter | 11. oktobar 2001      |
| Viverova preduzima grozne postupke nakon što je uhvatila Malučija sa spuštenim pantalonama. Grinova maloletna ćerka dolazi u Opštu sa nekim neočekivanim vestima, napuštena beba o kojoj brine Čenova izgleda ima poteškoća sa disanjem, a Ebi angažuje Kartera da joj pomogne oko ispravke sumnjive greške koju je napravila dok se iseljavala iz Kovačovo stana. |              |                                        |                      |                                  |                       |
| 161 | 4            | Nikad ne reci nikad                    | Feliks Enrike Alkala | Di Džonson                       | 18. oktobar 2001      |
| Dr. Suzan Luis se vratila i običan ručak sa Markom Grinom dovodi do novog posla u Opštoj bolnici. U međuvremenu, Ebin pokušaj da se pomiri sa Kovačem prekida dolazak njegove drugarice šankerke. Čenova preduzima drastične postupke nakon što ju je Viverova skinula sa mesta šefa osoblja, a Benton radi da spasi čoveka koji misli da će njegova smrt da poboljša njegovoj porodici novčanu budućnost dok Kordejeva i ekipa leče šestogodišnjaka koji pati od Edvardsovog sindroma, ali roditelji možda imaju motiv za dovođenje bolesnog sina u urgentni centar. Ponovna pojava Suzan Luis. Poslednja pojava Dejvida Malučija.    |              |                                        |                      |                                  |                       |
| 162 | 5            | Počni ispočetka                        | Vondi Kertis-Hol     | Džo Saks                         | 25. oktobar 2001      |
| Na prvom danu nakon povratka Luisova stavlja svoj novi posao u opasnost nakon svađe sa Viverovom oko trudne maloletnice koja bi mogla da bude iseljena ako njeni jako strogi roditelji saznaju za njeno stanje. U međuvremenu, Kordejeva dolazi u opasnost nakon što je izgubila bolesnika zbog čudne zaraze koju ona moža širi, Karterova baka dolazi zbog lečenja, ali se protivi njegovoj pomoći, a Ebi stvara novi odnos u urgentnom centru. |              |                                        |                      |                                  |                       |
| 163 | 6            | Ponude i potražnje                     | Džonatan Kaplan      | Meredit Stim                     | 1. novembar 2001      |
| Karter i Luisova pokušavaju da spreče moguće širenje zaraze nakon što su nalazi dva studenta koji su bili na žurci postali pozitivni na meningokoku. Usavršeni špijun prati Kordejevu da otkrije putanju zaraze koja joj je pobila četvoro starija bolesnika, Ebi se teško rastaje od Kovača, pogotovo kad njegova harizmatična drugarica dobije posao u bolnici, a Benton se svađa sa Rodžerom oko njegove proširene i dražeće uloge u Risovom životu. |              |                                        |                      |                                  |                       |
| 164 | 7            | Ako treba da padnem zbog Grejs         | Lora Ins             | R. Skot Džemil                   | 8. novembar 2001      |
| Karter otkriva tužnu istinu o tome od čega boluje njegova baka. Rodžer tuži Benton zbog starateljstva nad Risom, Nikol dobija životne lekcije tokom obuke za bočnićku pomoćnicu, a Kordejeva dobija mogući trag o tome zašto je toliko njenih njenih bolesnika pomrlo dok je Grinova ćerka Rejčel izbačena iz škole. Prva pojava Majkla Galanta. |              |                                        |                      |                                  |                       |
| 165 | 8            | Mestimično oblačno sa mogućim pljuskom | Dejvid Zabel         | Džek Orman                       | 15. novembar 2001     |
| Dok oluja udara na Čikago, Viverova i Galant žure da spasu trudnicu zarobljenu u ambulantnim kolima okruženim prekinutim strujnim žicama. Karterova baka dolazi sa tajanstvenom povredom i otkriveno je da ima morbidnu povezanost sa žrtvom saobraćajne nesreće, a Grin leči maloletnika koji je izgubio mlađeg brata u nabujaloj reci. U međuvremenu, Bentonove izglede za dobijanje starateljstva nad Risom uništava DNK analiza koja preti da promeni sve, Kleo završava svoje dane u Opštoj bolnici, a Nikol saopštava Kovaču loše vesti nakon što je uhapšena zbog provale.                                                      |              |                                        |                      |                                  |                       |
| 166 | 9            | Gde ćeš?                               | Ričard Torp          | Džo Saks i Dejvid Zabel          | 22. novembar 2001     |
| Benton i Rodžer se suočavaju na sudu zbog starateljstva nad Risom, vatrogaskinja zapada za oko Viverovoj, KArter teži mladi koju moža draži njen rođeni suprug, a onda govori Luisovoj o svojim osećanjima prema njoj. Nikol pogađa još jednom Kovača nakon što je Ebi uhvatila u laži za dete. U međuvremenu, Kordejeva čeka udovca da da ekipi za presađivanje dozvolu da uzmu unutrašnje organe od njegove moždano mrtve supruge, a Grin vodi svoju ćerku na narko test nakon što je uhvaćena kako duva. |              |                                        |                      |                                  |                       |
| 167 | 10           | Biću kući za Božić                     | Džonatan Kaplan      | Di Džonson i Meredit Stim        | 13. decembar 2001     |
| Romano tera Bentona da donese odluku o svojoj budućnosti u Opštoj dok borba za starateljstvo nad Risom dostiže klimaks. Karteru otac donosi poklon za Božić, a Kovačeva bivša devojka se ponovo pojavljuje sa još jednom tajnom. U međuvrremenu, Viverova i Lopezova idu na prvi sastanak, a osoblje se moli za Božićno čudo nakon što mlada majka stigne sa kritično povređenim sinom. Poslednja stalna pojava Kleo Finč i Pitera Bentona. |              |                                        |                      |                                  |                       |
| 168 | 11           | Nepopravljivo                          | Alan Dž. Lui         | Džek Orman i R. Skot Džemil      | 10. januar 2002       |
| Dok zima ujeda, Karter pokušava da izgladi stvari sa svojom majkom i naleće na ubicu iz svoje prošlosti. Čenova traži tragove o pejdžeru Viverove. Ebi pokušava da pomogne detetu koje traži svoju majku po urgentnom centru. Zatvoren život Viverova tera Lopezovu na pakovanje, a Ebi provodi svoj rođendan padajući u opasnu staru naviku. U međuvremenu, Luisova pokušava da pomogne robijašu da izbegne sigurnu smrtnu kaznu, a Grin pronalazi uzrok za uzbunu među Rejčelinim stvarima. |              |                                        |                      |                                  |                       |
| 169 | 12           | Reka u Egiptu                          | Hesus S. Trevinjo    | Dejvid Zabeč                     | 17. januar 2002       |
| Lopezova preduzima drastične korake da natera Viverovu da izađe iz ormana, Romano ponovo zapošljava osvetoljubivu Čenovu, Ebi pokušava i ne uspeva da pomogne komšinici da pobegne iz zlostavljačke situacije, a Grin donosi odluku o Rejčelinoj budućnosti u Čikagu. U međuvremenu, Karter je prisiljen da igra mirotvorca izmađu svoje majke i svog odsutnog oca, a Luisova se bori da sačuva povređenog robijaša od čuvara koji su ga čuvali. |              |                                        |                      |                                  |                       |
| 170 | 13           | Šteta je načinjena                     | Nelson Mekormik      | Di Džonson                       | 31. januar 2002       |
| Grin se suočava sa groznom istinom o Rejčel nakon što je Ela hitno primljena u blonicu zbog izgleda predoziranja. Ebi dolazi na liniju vatre primajući zlostavljanu komšinicu kod sebe, a Karterova majka se obraća detetu na samrti da bi ispravila grešku iz prošlosti. U međuvremenu, Viverova zadaje nizak udarac kako bi kaznila Luisovu što je prihvatila unapređenje, a Čenova odlučuje da je vreme da baci rukavicu u lice dvosmislenom saradniku. |              |                                        |                      |                                  |                       |
| 171 | 14           | Jednostavan okret sudbine              | Kristofer Čulak      | Džek Orman                       | 7. februar 2002       |
| Kordeveja preduzima drastične postupke prema Rejčel zato što je Ela zamalo umrla zbog predoziranja. Ebi trpi zbog pomaganja Džojs da pobegne od nasilnog Brajana. Nakon toga, besni Kovač se suočava sa Brajanom u kafani i tuče ga i i upozorava ga da se više ne približava Ebi. Grinovo zdravlje dobija zloslutan preokret. U međuvremenu, Karterova majka je prinuđena da oživi raniji gubitak dok čuva mladog bolesnika od raka, a niz trovanja hranom teraju Luisovu da savije mišiće kao nova članica uprave. |              |                                        |                      |                                  |                       |
| 172 | 15           | Sve ti je u glavi                      | Vondi Kertis-Hol     | R. Skot Džemil                   | 28. februar 2002      |
| Grin krije od Kordejeve dijagnozu nakon što ga nove vesti nateraju da potraži hitnu zdravstvenu i pomoć duge žene. Ebi otkriva da joj stan nije više siguran zbog nasilnog komšije. Džeri i Frenk rade zajedno za šalterom i započinju tuču. U međuvremenu, urgentni centar je pun porodica od kojih je svaka podeljena zbog greške jednog od članova. Pojava Pitera Bentona. |              |                                        |                      |                                  |                       |
| 173 | 16           | Tajne i laži                           | Ričard Torp          | Džooon Vels                      | 7. mart 2002          |
| Neuspela šala sa bolesnikovom torbom pogađa Kovača, Ebi, Luisovu, Kartera i Galanta na času o seksualnom uznemiravanju gde napetosti rastu među raznim parovima. Karterova ljubomora koja je usmerena ka Luisovoj i Kovaču zbog različitih razloga je dovedena do granice. Na kraju dana, jedan par je prisiljen da se suoči sa istinom o svojoj neuspeloj romantici. |              |                                        |                      |                                  |                       |
| 174 | 17           | Prošle razmirice                       | Džesika Ju           | Elizabet Hanter i Meredit Stim   | 28. mart 2002         |
| Romano tera Kordejevu da radi u urgentnom centru gde ona shvata da Luisova možda drži ključ za čudno ponašanje njenog otuđenog supruga. Viverova pokušava da izdrži nakon što je prijavljeno da je Lopezova poginula u školskom požaru, par studenata je primljen na operaciju nakon napada nožem u studentskom domu koji je blizu doma nekoga iz Opšte, a Ebi se prilagođava na život kod Kovača dok traži novi stan. |              |                                        |                      |                                  |                       |
| 175 | 18           | Orion na nebu                          | Džonatan Kaplan      | Dejvid Zabel                     | 4. april 2002         |
| Obuka arogantnog stažiste tera Grina da razmisli o budućnosti svoje zdravstvene nege i svojoj sposobnosti da to dokaže drugima. Negde drugde, narkomanka dobije lekciju o vrednosti života nakon što dobije rane trudove, radnik u muzeju pokazuje znakove legendarnog oboljenja koje se obično vezuje za nemrtve, a Kordejeva je prinuđena da dozvoli zahtev bolesnika koji boluje od neizlečive bolesti da umre dostojanstveno. Grin onda odbija lečenje i završava svoju poslednju smenu da bi proveo poslednje dane sa svojom slomljenom porodicom. Prva pojava Gregorija Prata.                                                   |              |                                        |                      |                                  |                       |
| 176 | 19           | Braća i sestre                         | Nelson Mekormik      | R. Skot Džemil                   | 25. april 2002        |
| Hitan telefonski poziv šalje Luisovu u Njujork gde traži od policijskih službenika Fejt Jokas i Morisa Boskorelija da pronađu njenu nestalu sestru i sestričinu. U Opštoj, Karter razgovara sa Ebi o njenoj poteškoći sa pićem, ali ne uspeva da je nagovori da se otrezi. Kordejeva dobija loše vesti od Rejčel o Marku na Havajima. Prat seksualno uznemirava Čenovu, a njegovo putujuće pozorište stavljaju Galanta i bolesnika u opasnost. |              |                                        |                      |                                  |                       |
| 177 | 20           | Pismo                                  | Džek Orman           | Džek Orman                       | 2. maj 2002           |
| Pismo od Grina tera Kartera da razgovara sa Ebi o njenoj poteškoći sa šićem dok Viverova vidi razlog da proveri svoje zdravlje i proba sa novom romantikom. U međuvremenu, saobraćajna nesreća otkriva potresnu istinu o maloletnom bolesniku Luisove, a Prat dobija loše vesti o tome gde će stažirati. |              |                                        |                      |                                  |                       |
| 178 | 21           | Na plaži                               | Džon Vels            | Džon Vels                        | 9. maj 2002           |
| Ovo su poslednji dani života dr. Marka Grina. Provodi ih na Havajima gde je odrastao sa svojom ćerkom Rejčel u nadi da će put dati antagonističkom paru priliku da se pomire i zacele stare rane pre nego što bude kasno. Neočekivan dolazak Kordejeve i bebe Ele na Havaje koje je pozvala Rejčej zbog brige oko porasta bolesti njenog oca omogućava Grinu da vidi svoju slomljenu porodicu na okupu pre smrti. Nekoliko dana kasnije, Grinova sahrana se održava na kojoj su ljudi iz urgentnog centra i operacionog bloka. Karter preuzima vođstvo i postaje novi glavni lekar. Pojava Pitera Bentona. Poslednja pojava Kleo Finč. |              |                                        |                      |                                  |                       |
| 179 | 22           | Odvajanje (1. deo)                     | Džonatan Kaplan      | Di Džonson i Džo Saks            | 16. maj 2002          |
| Uobčiajen haos u Opštoj bolnici brzo prelazi iz besnila u strah kada je dvoje dece dovedeno sa naznakama sličnim velikim boginjama. U trci da se spreči moguće širenje bolesti - i narodna panika - Karter odmah naređuje zatvaranje urgentnog centra zbog čega Viverova ostaje napolju, a čekaonica puna zabrinuih bolesnika unutra zbog čega zabrinutost raste. Dok Luisova uzima stvari u svoje ruke i zove CZB zbog vakcine, stanje jednog bolesnika počinje da se pogoršava dok Čenova i Prat počinju da pokazuju naznake oboljenja. Poslednja stalna pojava Marka Grina.                                                         |              |                                        |                      |                                  |                       |

## Napomene
1. ↑  Epizoda "Braća i sestre" je prvi deo dvodelne unakrsne epizode sa serijom "Treća smena". Drugi deo pod nazivom "Oslobođena" je u seriji "Treća smena".